# Рикса Лотаринзька
Рикси (Ріхеза, Рікса) Лотаринзька (995/96 — 21 березня 1063, Заальфельд) — королева Польщі, дружина (з січня 1013) Мешко II Ламберта, Благословителя, мати Казимира I Відновителя. Рикса була дочкою пфальцграфа Лотарингського Еттона й Матильди Саксонської, яка у свою чергу була дочкою імператора Священної римської імперії Оттона II та його дружини Феофано, візантійської принцеси.

## Біографія

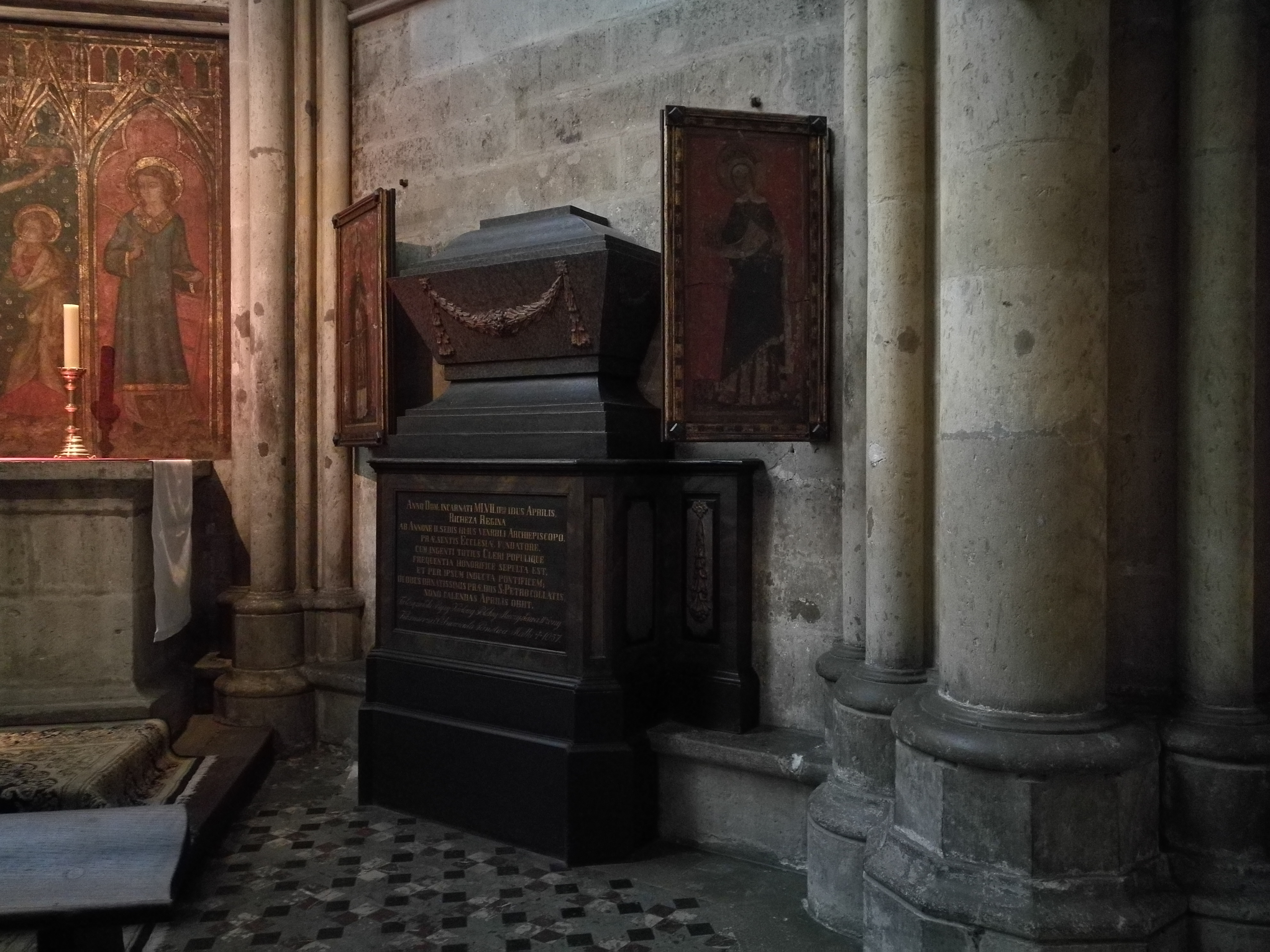
Усипальниця Рикси Лотарінгської в каплиці св. Іоанна, Кельнський собор

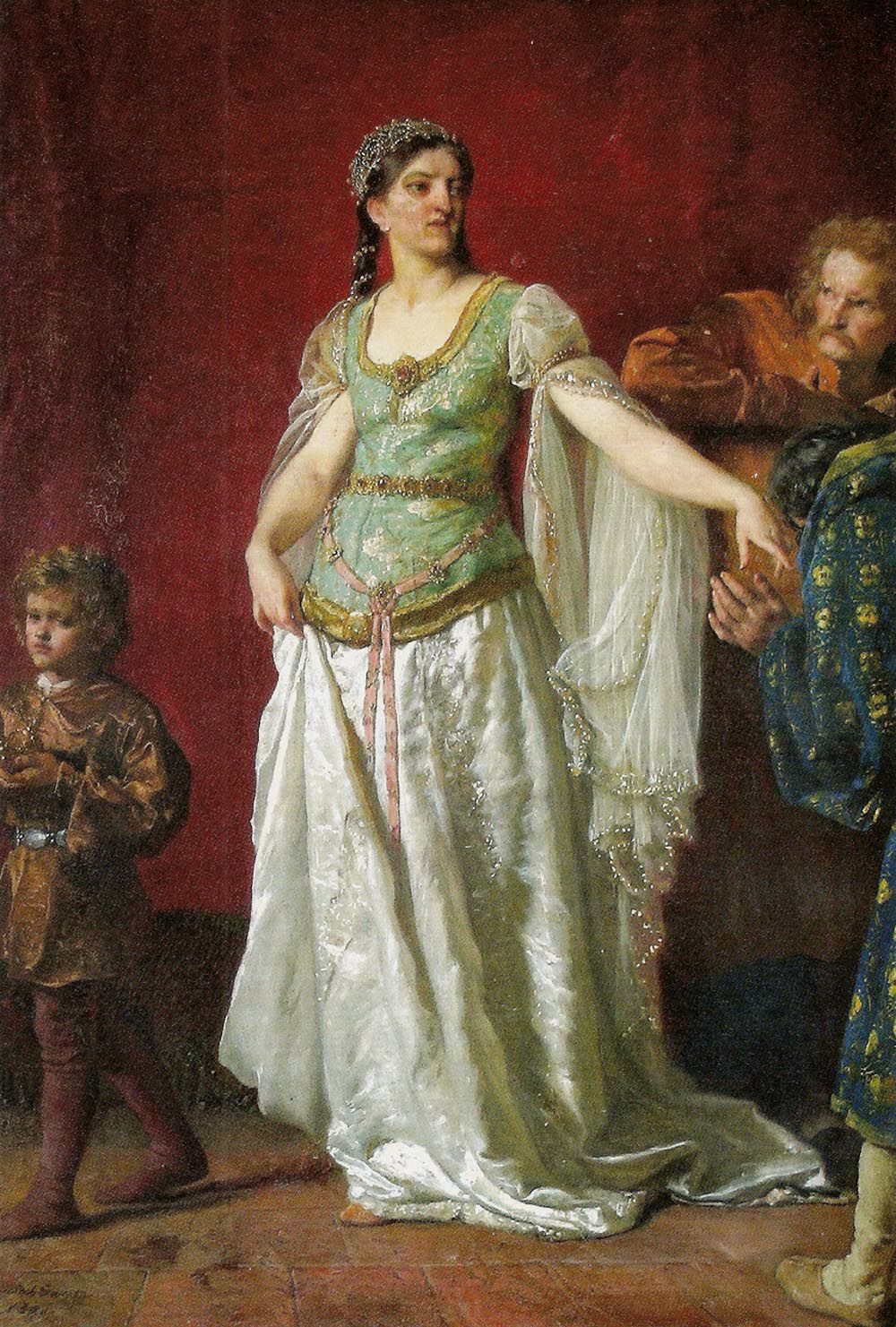
Войцех Герсон Королева Рикса

Рикса походила з родини, що належала до вищої німецької аристократії того часу. У неї було троє братів і шість сестер: Аделаїда, Феофано, Ельвіга, Матильда, Іда і Софія, які були настоятельками монастирів в Кельні, Майнці, Ессені, Нівелі, Нойсі, Діткірхене, Філласі і Гандерсгаймі, а брати Людольф, Оттон і Герман займали важливі церковні та світські посади. Герман в 1036 став архієпископом Кельнським і канцлером Італії, Оттон  в 1035–1045 — пфальцграфом Лотарингії, потім герцогом Швабії в 1045–1047, графом Дойц (Deutz) і Ауельгау (Auelgau) в 1025–1047.

## Перші роки життя і шлюб з Мешко II
Рикса була дочкою Рейнського пфальцграфа Еренфріда Езсона і Матильди, дочка Отто II, сестра Отто III. Більшу частину своєї молодості провела в монастирі в Кведлінбурзі (або в Гандерсхаймі). Згідно з одним із рішень конвенції Мерзебурга в 1013 році, вона була одружена з Мешко II Ламбертом, що було б печаткою миру, який тоді було укладено. У шлюбі з Мешко II народила трьох дітей: сина Казимира в 1016 році, який згодом став правителем Польщі (Казимир I Реставратор), і дві дочки  між 1020 і 1025  Гертруду та ще одну дочку, чиє ім'я невідоме. Рикса Лотарингська була прекрасно освітчена, тому сама займалася вихованням і навчанням своїх дітей. У 1025 році разом з чоловіком Рикса була коронована на польський трон. В кінці 1031 року в зв'язку з складною політичною ситуацією, пов'язаною з (поваленням Безпрімом її чоловіка Мешко II та його втечею в Чехію), вона вирішила повернутися до Німеччини. Королева вирушила до Німеччини, забравши з собою сина, дочок і їх ровесницю Матильду, молодшу дочку Болеслава Хороброго його четвертої дружини Оди Мейсенської та королівські відзнаки, і всю свою власність. Королівські відзнаки знову повернулися в країну з поверненням Казимира Реставратора, який прагнув зміцнити владу монархії і відновити ослаблений державний апарат після народного повстання і повстання Мецлава .
До Польщі вона більше не повернулася, але до кінця життя користувалася титулом королеви. Незважаючи на відсутність в країні, Рикса мала великий вплив на польські справи під час правління свого сина, князя Польщі Казимира I Відновителя, і онука Болеслава II Сміливого.

## Релігійне життя
У 1047 році Рикса стала черницею заснованого її батьками бенедиктинського монастиря Браувайлер (нім. Abtei Brauweiler ), що знаходився в межах Пульхайма недалеко від Кельна, де прожила 16 років. Перед смертю вона заповіла все своє майно монастирю. Померла 21 березня 1063 року і була похована в Кельні, в костелі Marii ad Gradus.
Її смерть увічнена принаймні п'ятьма некрологами. У некролозі Брюне містяться наступні слова (у перекладі на польську мову): "Королева Польщі, найвідоміша Ричеза, померла, дочка засновників, чия пам'ять урочисто відзначається ". Вона, ймовірно, вирішила, що хоче бути похована в Браувайлері. Проте, була похована в Кельні, в нинішній безлюдній колегіальній церкві Діви Марії ad Gradus, де вона була благодійником.

## Поховання
Після демонтажу церкви Діви Марії в Градусі в 1817 році останки Рикси Лотарингської були перенесені до собору Кельна. У соборі їх перемістили в різні місця, але, нарешті, їх поховали в капелі хору, присвяченої святому. Іоанна Хрестителя. 8 вересня 1959 року було відкрито могилу цариці. Медична експертиза показала, що Ричеза була слабкої статури(" die selige Rycheza war von kleiner zierlicher Gestalt "). Також з'ясувалося, що колись Ричеза зламала ключицю, яка, за словами автора протоколу відкриття могили, могла бути викликана падінням з коня.

## Поклоніння
В Німеччині Рикса вважається святою людиною. Вона була визнана людьми як благословенна і  вшановується як благословенна Ричеза. Її літургійна пам'ять в католицькій церкві відзначається 21 травня.

## Родина
Чоловік — Мешко II, король Польщі
Діти:
- Казимир І Реставратор (1016—1058) — князь Польський (1038—1058);
- Рихеза (? — після 1052) — дружина Бели I, короля Угорщини (1060—1063);
- Гертруда (бл.1025—1108) — дружина Ізяслава I, великого князя Київського (з 1054 р.).

## Культура
Ричеза Лотарінська — героїня роману « Золотий спис» Ядвіги Шйлінської .